# دتلف گرابز
دتلف گرابز (به انگلیسی: Detlev Grabs) (زادهٔ ۲۹ اکتبر ۱۹۶۰) شناگر اهل آلمان است.